# Наліт на Йокосуку
Наліт на Йокосуку — повітряний наліт ВМС США 18 липня 1945 року на військово-морський арсенал Йокосука під час останніх тижнів Тихоокеанської війни.
У липні 1945 року Третій флот Сполучених Штатів під командуванням адмірала Вільяма Голсі здійснив серію повітряних нальотів і морських бомбардувань цілей в Японії. У той час як більшість японських військових кораблів стояли на якорі біля військово-морської бази Куре та у внутрішньому морі Сето, японський лінкор «Наґато» та кілька менших військових кораблів стояли у військово-морському арсеналі Йокосуки в Токійській затоці.
«Наґато» був головною метою рейду, але позиції протиповітряної оборони та інші військові кораблі, розташовані в військово-морському арсеналі Йокосуки, також були об'єктом атаки. Інші літаки ВМС США і Королівського флоту також вдарили по аеродромах в районі Токіо. У той час як «Наґато» був лише незначно пошкоджений, американська авіація потопила есмінець, підводний човен і два кораблі супроводу; вона пошкодила п'ять дрібних судин. Пілоти союзників також знищили кілька локомотивів і сорок три японських літаки. Японська протиповітряна оборона збила дванадцять американських і два англійських літаки.
Після атаки на Йокосуку флот союзників атакував основні сили Імперського флоту в Куре, потім Третій флот і частини Королівського флоту продовжували свої удари по цілях в Японії до завершення бойових дій 15 серпня 1945 року.

## Прелюдія
У липні 1945 року Третій флот США під керівництвом адмірала Вільяма Голсі здійснив серію повітряних нальотів і морських бомбардувань цілей у Японії. Ці атаки здійснювались Task Force 38 (TF 38), ударною силою Третього флоту під командуванням віце-адмірала Джона С. Маккейна старшого. Він складався з дев'яти авіаносців, шести легких авіаносців та їхніх кораблів підтримки і ніс тисячу літаків. 10 липня літаки TF 38 завдали ударів по аеродромах навколо Токіо і знищили 340 японських літаків на землі і два в повітрі. Небагато японських літаків відповіли на цю атаку, оскільки вони були зарезервовані для проведення широкомасштабних атак смертників проти союзного флоту під час очікуваного вторгнення в країну пізніше в 1945 році. Після цієї атаки Третій флот здійснив рейди на Хоккайдо та північ Хонсю 14 і 15 липня. Він потопив велику кількість кораблів і знищив на землі 25 літаків. Після цього американські військові кораблі відпливли на південь, і 16 липня до них приєдналися головні ударні сили британського Тихоокеанського флоту, Оперативна група 37 (TF 37), до складу якої входили три авіаносці та їхній ескорт.
В липні 1945 року великі кораблі Імператорського флоту Японії більше не могли вийти в море через брак палива та небезпеку нападу з боку авіації та підводних човнів союзників. У той час як більшість із цих військових кораблів стояли на якорі біля військово-морської бази Куре та у внутрішньому морі Сето, «Наґато» та кілька менших військових кораблів базувались у військово-морському арсеналі Йокосуки в Токійській затоці. У цей час лінкор був пришвартований носом до північно-західного причалу та покритий камуфляжем, щоб зробити його менш помітним для літаків-розвідників. Усе допоміжне озброєння «Наґато» та приблизно половина його зенітних гармат були розібрані та встановлені на сусідніх пагорбах, щоб забезпечити захист військово-морської бази. Котли броненосця не запалені; він отримував пару та електроенергію від переслідувача підводних човнів Fukugawa Maru № 7 і від допоміжного котла, розташованого в доку. Есмінець «Усіо» також був пришвартований неподалік, щоб захистити лінкор своїми 25-мм зенітними гарматами.
Присутність «Наґато» в Йокосуці було виявлено союзниками завдяки фотографіям, зробленим під час рейду на район Токіо 10 липня. 16 липня Голсі та віце-адмірал Бернард Ролінгс, командир TF 37, зустрілися, щоб спланувати рейди в районі Токіо. Голсі був сповнений рішучості потопити залишки Імператорського флоту Японії, і зробив особливий наголос на атаці на флагманський корабель «Наґато» адмірала Ісороку Ямамото під час атаки на Перл-Харбор у грудні 1941 року · . Через положення лінкора в добре захищеній гавані планувальники Третього флоту підрахували, що літаки, які намагатимуться виконати прямий горизонтальний політ, необхідний для запуску торпед, зазнають великих втрат. Потім вони вирішили використовувати пікіруючі бомбардувальники. Але оскільки наземна сторона військово-морської бази гориста, підхід для пікіруючих бомбардувальників залишається обмеженим.

## Атака
17 липня американський і британський флоти спробували завдати удару по арсеналу Йокосуки та інших об'єктах в районі Токіо. У той час як перші дві хвилі літаків злетіли, атака була зірвана товстим шаром хмар над регіоном, а інші атаки були скасовані. Аеродроми, розташовані на північ від регіону Токіо, постраждали, але зафіксовано невеликі пошкодження · . Хоча військово-морська база Йокосуки не була атакована, над нею пролетів американський винищувач, що привело протиповітряну оборону в бойову готовність. У ніч з 17 на 18 липня американські та британські військові кораблі бомбардували місто Хітачі.
Наступного дня флот союзників відплив на південь у пошуках кліматичних умов, які краще підходили б для виконання польотів. Вранці вони покращилися, а об 11:30 почалися авіаудари. Британські літаки з TF 37 були спрямовані проти аеродромів в районі Токіо. Розмір цієї атаки значно зменшений порівняно з тим, що планувалося спочатку. Дійсно, паливна система авіаносця «Вікторіос» виявилася забрудненою водою, і він зміг запустити лише шість Chance Vought F4U Corsair. Основні зусилля TF 38 були спрямовані проти військово-морського арсеналу Йокосуки, а «Наґато» було призначено головною ціллю рейду. Меншу кількість американських літаків також було направлено для бомбардування японських аеродромів · .
Наліт на Йокосуку почався приблизно о 15:30 18 липня. Перша хвиля американських літаків завдала ударів по зенітних батареях навколо військово-морської бази і зуміла їх знешкодити. Згодом літаки VF-88 атакували «Наґато» бомбами. 500-фунтова касетна бомба влучила в палубу лінкора і вбила його командира, контрадмірала Оцука Мікі, а також другого командира та щонайменше дев'ятьох інших чоловіків. Ще одна 500-фунтова бомба влучила в «Наґато» і вибухнула біля їдальні, убивши приблизно 22 моряків і знищивши чотири 25-мм гармати. Єдине інше пряме попадання в корабель було зроблено 5-дюймовим снарядом або ракетою, яка не розірвалася. Крім того, 60 бомб вибухнули в порту біля «Наґато», спричинивши пошкодження його подвійного корпусу та затікання 2000 тонн води всередину судна. До моменту завершення атаки о 16:10 35 із 967 офіцерів і солдатів лінкора були вбиті. Загальні пошкодження судна згодом оцінили як легкі.
Американська авіація також атакувала кілька інших кораблів, що стояли в Йокосуці. Недобудований есмінець типу Matsu Yaezakura розламався навпіл і затонув після бомбардування. Підводний човен I-372 був знищений ще однією бомбою, але його екіпаж був на березі й не зазнав втрат. Також було потоплено два кораблі супроводу та торпедний катер. Окрім цих втрат, п'ять інших кораблів, у тому числі застарілий есмінець «Якадзе» та два навчальних кораблі, лінкор «Фуджі» та крейсер «Касуга» також були пошкоджені. Попри близькість до «Наґато», «Fukugawa Maru 7» та «Усіо» не були пошкоджені. Британські та американські авіаудари по аеродромах знищили 43 японські літаки і пошкодили ще 77. Пілоти цих літаків також підтвердили знищення кількох залізничних локомотивів. Втрати союзників під час атаки 18 липня склали 12 літаків ВМС США та два літаки Королівського флоту, а також 18 пілотів. Союзники були розчаровані тим, що не змогли потопити «Наґато», хоча лінкор був головною ціллю рейду.

## Наслідки
Після нападу на Йокосуку 18 липня флот союзників відійшов від Японії, щоб заправитися. Наступні його напади спрямовані проти основного угрупування Імператорського флоту в Куре у внутрішньому морі, 24, 25 та 28 липня. Ці рейди дозволяють потопити три лінійні кораблі, авіаносець та кілька інших військових кораблів, але коштували союзникам 133 літаки та 102 пілотів. Третій флот та елементи Королівського військово-морського флоту продовжують свої удари проти цілей у Японії до кінця боїв 15 серпня 1945 року.
Після нападу екіпаж «Наґато» відвів жертв з корабля та провів обмежений ремонт. Затоплення деяких баластів створює оманливе враження, що корабель затонув. Протягом перших годин 2 серпня «Наґато» було наказано вийти в море, щоб перехопити союзну силу. Однак звіт про союзні кораблі помилковий, і цей виїзд скасовується до кінця підготовки; корабель не залишає порт. 30 серпня корабель був переданий ВМС США. Він служить цільовим кораблем для двох атомних випробувань, проведених на атолі Бікіні 1 та 28 липня 1946 року під час операції «Кросроудс». Він затонув у ніч на 29 до 30 липня.